# Panulirus japonicus
Tôm rồng Nhật Bản (イセエビ（伊勢蝦／伊勢海老） ise-ebi), Panulirus japonicus là một loài tôm rồng thuộc chi Panulirus. Loài này phát triển lên đến 30 cm và sinh sống ở Thái Bình Dương xung quanh Nhật Bản, Trung Quốc và Hàn Quốc. P. japonicus là hải sản thương mại tại Nhật Bản. Loài tôm này là một mặt hàng phổ biến trong ẩm thực cao cấp của Nhật Bản. Loaik tôm này được chế biến các món ăn bao gồm sashimi, nướng, chiên, rang và ăn sống (残酷焼, zankoku-yaki).